# Лудисия
Лудисия (лат. Ludisia) — род наземных травянистых растений семейства Орхидные из Юго-Восточной Азии и Индонезии. 
Включает единственный полиморфный вид Ludisia discolor (Ker Gawl.) A.Rich. 1825 — Лудисия двуцветная, внутри которого различается ряд форм, преимущественно по окраске листьев.
В цветоводстве виды этого рода относят к группе так называемых «драгоценных орхидей». Их ценность основана не на красоте цветков, а на особенностях окраски листьев. Помимо представителей рода Ludisia к этой группе относятся другие представители подтрибы Goodyerinae: Anoectochilus, Macodes, Ludisia, Dossinia, Goodyera, Zeuxcine и другие.

## ГетеротипныесинонимыLudisia
По данным Королевских ботанических садов в Кью:
- Haemaria Lindl., 1826
- Myoda Lindl., 1833
- Dicrophyla Raf., 1838

## СинонимыLudisia discolor
По данным Королевских ботанических садов в Кью. 

Гомотипные синонимы:
- Goodyera discolor Ker Gawl., 1818 basionym
- Neottia discolor (Ker Gawl.) Steud., 1821
- Gonogona discolor (Ker Gawl.) Link, 1822
- Haemaria discolor (Ker Gawl.) Lindl., 1840
- Orchiodes discolor (Ker Gawl.) Kuntze, 1891

Гетеротипные синонимы:
- Myoda rufescens Lindl., 1834
- Dicrophyla elegans Raf., 1838, nom. illeg.
- Ludisia furetii Blume, 1859
- Ludisia odorata Blume, 1859
- Goodyera rubrovenia B.S.Williams, 1862
- Anoectochilus dawsonianus H.Low ex Rchb.f., 1868
- Goodyera ordiana B.S.Williams, 1871
- Anoectochilus ordeanus Jennings, 1875
- Goodyera ordeana (Jennings) Boxall ex Náves in F.M.Blanco, 1880
- Goodyera rodigasciana L.Linden, 1886
- Haemaria otletae Rolfe, 1891
- Haemaria rubrovenia (B.S.Williams) Rchb.f. ex Stein, 1891
- Haemaria discolor var. dawsoniana (H.Low ex Rchb.f.) B.S.Williams, 1894
- Haemaria discolor var. denisoniana Kerch., 1894
- Haemaria discolor var. ordeana (Jennings) B.S.Williams, 1894
- Haemaria discolor var. concolor Ridl., 1896
- Haemaria discolor var. rhodoneura Schltr., 1913
- Haemaria discolor var. trilineata Schltr., 1913
- Haemaria dawsoniana (H.Low ex Rchb.f.) Hasselb. in L.H.Bailey, 1915
- Haemaria pauciflora Gagnep., 1933
- Haemaria discolor var. condorensis Gagnep. in H.Lecomte, 1934
- Haemaria discolor var. grandis Gagnep. in H.Lecomte, 1934
- Kuhlhasseltia carrii Holttum, 1947
- Ludisia dawsoniana (H.Low ex Rchb.f.) Aver., 1988
- Ludisia otletae (Rolfe) Aver., 1988

## Распространение
Континентальная Юго-Восточная Азия, Суматра.
Наземные растения во влажных тропических лесах.

## Биологическое описание
Размер растений не превышает 15 см. Обладают толстыми ползучими стеблями, несущими очередные или собранные в розетки бархатистые листья. Окраска листьев варьирует от пурпурной и бордовой до изумрудно-зелёной и чёрной, часто с переливающимися серебристыми полосками и штрихами. Цветки мелкие, обычно белые или желтовато-белые, расположены очерёдно на высоких цветоносах.

## В культуре
Уход общий с условием, что это растения прохладного содержания. Дневная летняя температура должна быть от +24 °C до +26 °C, ночная от +16 °C до +18 °C. Зимние температуры в среднем на 2 градуса ниже. Рекомендуется притенение, поскольку при ярком освещении происходит обесцвечивание или покраснение листьев. Поливать мягкой водой и регулярно опрыскивать субстрат вокруг растения.
Почвенная смесь составляется из мха сфагнума, крупного песка, кусочков торфа и корней папоротника. При этом на дно следует положить дренаж, затем самые крупные куски субстрата, а на поверхность — самую мелкую фракцию.